# Jerzy Syryjczyk
Jerzy Syryjczyk (ur. 15 października 1950 w Wohyniu, zm. 13 stycznia 2009 w Warszawie) – polski duchowny katolicki, doktor habilitowany, specjalista w zakresie kościelnego prawa karnego, wykładowca akademicki, od 1992 prałat Jego Świątobliwości Ojca Świętego Jana Pawła II.

## Życiorys
Święcenia kapłańskie przyjął w 1974 w diecezji siedleckiej, a następnie pełnił posługę duszpasterską jako wikariusz parafii Łochów. W 1975 podjął studia na Wydziale Prawa Kanonicznego Akademii Teologii Katolickiej w Warszawie (obecnie UKSW), uzyskując tytuł magistra prawa kanonicznego 15 marca 1978. Od 1 października 1978 zatrudniony był na stanowisku asystenta na WPK ATK. W 1979 na podstawie napisanej pod kierunkiem ks. Mariana Myrchy rozprawy pt. Kradzież w karnym prawie kanonicznym i polskim uzyskał doktorat nauk prawnych. W tym samym roku został zatrudniony na stanowisku adiunkta na WPK ATK, a w 1983 uzyskał habilitację. Od 1984 piastował funkcję sędziego w Sądzie Biskupim w Siedlcach, a w 1985 objął stanowisko kierownika Katedry Kościelnego Prawa Karnego. W latach 1987–1993 sprawował funkcje prodziekana. Od 1 czerwca 1991 był Wikariuszem Generalnym w Ordynariacie Polowym Wojska Polskiego, w 1993  mianowany na stopień pułkownika. W latach 1993–1996 piastował funkcję dziekana Wydziału Prawa Kanonicznego Uniwersytetu Kardynała Stefana Wyszyńskiego w Warszawie.
Pod jego kierunkiem stopień naukowy doktora w zakresie prawa kanonicznego otrzymał m.in. Tadeusz Płoski oraz Piotr Sawczuk, bp drohiczyński.

## Odznaczenia
- Krzyż Kawalerski Orderu Odrodzenia Polski
- Złoty Krzyż Zasługi